# بين الويدان (ولاية سكيكدة)
بين الويدان بلدية بدائرة تمالوس ولاية سكيكدة الجزائرية.
تحدها شمالا بلدية الكركرة وبني زيد و جنوبا بلدية أم الطوب وشرقا بلدية تمالوس وغربا بلدية عين قشرة وهي بلدية تعدادها السكاني 21629 نسمة يمارس الزراعة كمصدر اساسي وخدمات السياحة